# براندون دينسون
براندون دينسون (بالإنجليزية: Brandon Denson)‏ هو لاعب كرة قدم أمريكية أمريكي، ولد في 22 يوليو 1987 في يبسيلانتي في الولايات المتحدة.

## وصلات خارجية
- براندون دينسون على موقع JustSportsStats.com (الإنجليزية)